# Sympycnus pallidimanus
Sympycnus pallidimanus är en tvåvingeart som beskrevs av Van Duzee 1933. Sympycnus pallidimanus ingår i släktet Sympycnus och familjen styltflugor. Inga underarter finns listade i Catalogue of Life.